# 하바나 브라운

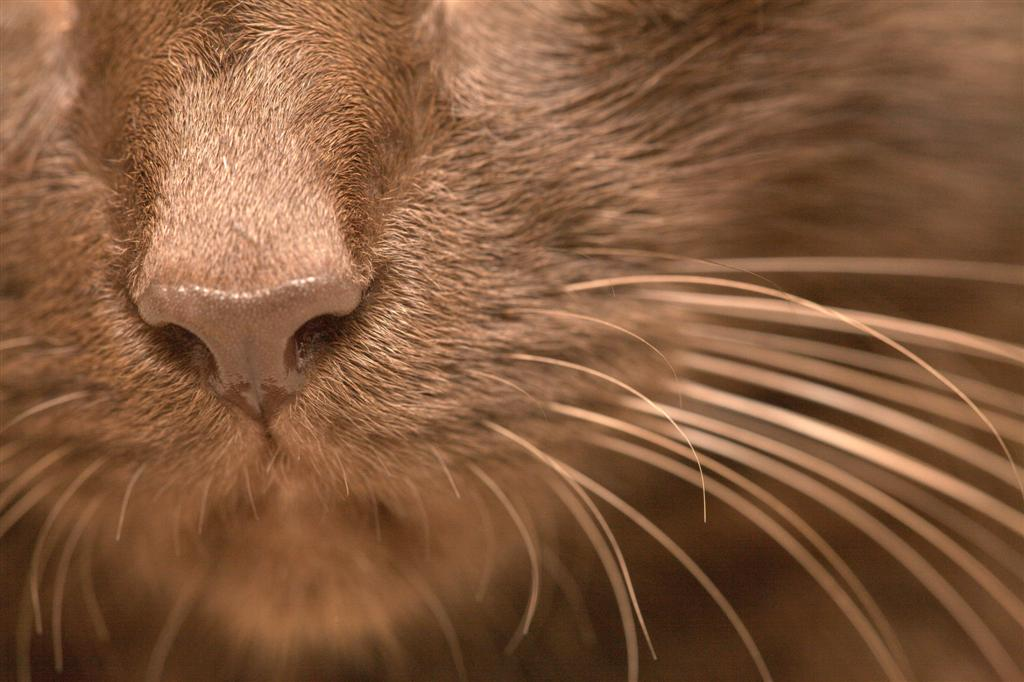
하바나 브라운의 수염

하바나 브라운(Havana Brown)은 1950년대 영국의 고양이 애호가들이 샴고양이와 검은 고양이 사이에서 번식한 결과이다. 초기 사육자들은 샴과 비슷한 러시안 블루를 만들기 위해 프로젝트에 도입했다. 그러나, 현재의 유전자 검사를 사용하여, 이들의 유전자는 거의 아무것도 남아 있지 않다고 여겨진다.
1890년대 유럽에서 별다른 교배 없이 스스로 갈색을 띠는 고양이가 나타났다는 기록이 있는데, 이 고양이들에게 붙여진 이름 중 하나는 스위스 산 고양이였다. 이들은 제2차 세계 대전 이후까지 사라졌으며, 영국의 샴고양이 단체가 번식을 중단시켰다는 설명과 함께 사라졌다. 스위스 산 고양이는 현대 하바나 브라운의 번식 프로그램에 사용된 적이 없다. 그러나 그들은 샴으로부터 물려받은 유전자를 공유하고 있는 것으로 여겨진다.